# 駐德佔領區法軍
德國投降導致第二次世界大戰歐洲戰場的結束，盟軍將德國分為四個佔領區，分別歸美國、蘇聯、英國、法國四國管制。法國軍隊因此駐紮在其被分配於德國的佔領區，被稱為駐德佔領區法軍。駐德佔領區法軍的存在時間從戰爭結束至1949年8月10日。隨後的冷戰期間， 駐德佔領區法軍總部位於巴登-巴登。
1950年至1990年間，駐德佔領區法軍的組成根據法國對在其他地方服役的法國軍隊之要求而變化。例如，1954年阿爾及利亞戰爭開始時，法國軍隊中存在著大量阿爾及利亞穆斯林，包括志願役和義務役，這引起了人們對其忠誠度的日益擔憂。因此，大部分阿爾及利亞步兵部隊被部署到德國，改由法國本土部隊在北非服役。
德法混合旅成立於1989年1月12日。
1993年8月30日，隨著冷戰的結束和蘇聯解體，駐德佔領區法軍的名稱改為“法國駐德國部隊”（FFSA），大部分部隊撤回法國或解散。在1999年的另一次重組之後，部隊的名稱再次發生變化，並被稱為“駐德國的法國部隊和民間部隊”（FFECSA）。